# Stephen Hawking
Stephen William Hawking (Oxford, 8 januari 1942 – Cambridge, 14 maart 2018) was een Brits natuurkundige, kosmoloog en wiskundige.

## Levensloop

### Jeugd
Hawking werd geboren op 8 januari 1942. Zijn ouders, Frank en Isobel Hawking, woonden in Londen, maar wegens de bombardementen op Londen tijdens de Tweede Wereldoorlog waren ze naar het veiligere Oxford verhuisd. 
Zijn vader was arts, gespecialiseerd in tropische geneeskunde en zijn moeder was secretaresse bij een medisch onderzoekinstituut. Isobel Hawking keerde naar Londen terug toen Hawking twee weken oud was. In 1950 kreeg zijn vader een nieuwe baan bij het Nationaal Instituut voor Medisch Onderzoek in Mill Hill en verhuisde het hele gezin naar het dichterbij gelegen Saint Albans.
In 1952 ging Hawking eerst naar een meisjesschool die ook jongens toeliet, later naar een jongensschool. Zijn vader wilde dat hij naar de Westminster Public School ging die hoger stond aangeschreven, maar omdat hij tijdens zijn examens ziek werd, ging de overstap niet door. Op school had Hawking maar een paar vrienden. Hawking raakte al vroeg geïnteresseerd in de wis- en natuurkunde. Zijn vader drong erop aan dat hij, net als hijzelf, geneeskunde ging studeren, maar dit wilde Hawking niet. Als compromis werd scheikunde met wis- en natuurkunde gekozen.

### Studie
Toen Hawking 17 jaar oud was, deed hij het toelatingsexamen van de Universiteit van Oxford en ging natuurkunde studeren. Hij had veel talent op zijn interessegebieden en won in het tweede studiejaar de natuurkundeprijs van de universiteit. Toch kwam hij maar net door het examen heen en de verplichte 1000 studie-uren in het derde leerjaar haalde hij maar net. Hij kon alleen de theoretische vragen maken, maar bij het examen was ook feitelijke kennis nodig. Na een gesprek mocht hij toch verder studeren. Vanaf dat moment werd hij beschouwd als iemand die hard moest werken voor goede cijfers, maar wel steeds slaagde voor de examens.

### Carrière
In 1962 ging hij werken als doctoraatstudent onder Dennis Sciama op Trinity Hall aan de Universiteit van Cambridge. Na het behalen van zijn doctoraat in 1966 (op het proefschrift Properties of expanding universes) werd hem op het Gonville and Caius College in Cambridge een onderzoeksbeurs aangeboden, eerst als onderzoeker en later als staflid. In 1973 verliet hij dat instituut en ging hij bij de faculteit van toegepaste wiskunde en theoretische natuurkunde werken. Een jaar later werd hij tot lid, Fellow, van de Royal Society gekozen.
In 1974 volgde Hawking het Sherman Fairchild Distinguished Scholar program aan het Caltech in Pasadena (Californië). Ter verwelkoming werd de gehele campus rolstoeltoegankelijk gemaakt.:19
Vanaf dat jaar ging hij jaarlijks naar het Caltech en bleef daar soms wel een maand. De reizen werden verzorgd door zijn vriend Kip Thorne, die eveneens de algemene relativiteitstheorie van Einstein bestudeerde.:140
In 1977 werd hij hoogleraar gravitationele natuurkunde en in 1980 werd hij Lucasian hoogleraar in de wiskunde. Hiermee had hij dezelfde leerstoel die Newton eerst had. Op 30 september 2009 trad Hawking af uit deze functie, maar hij bleef wel op de universiteit van Cambridge werken.

### Ziekte

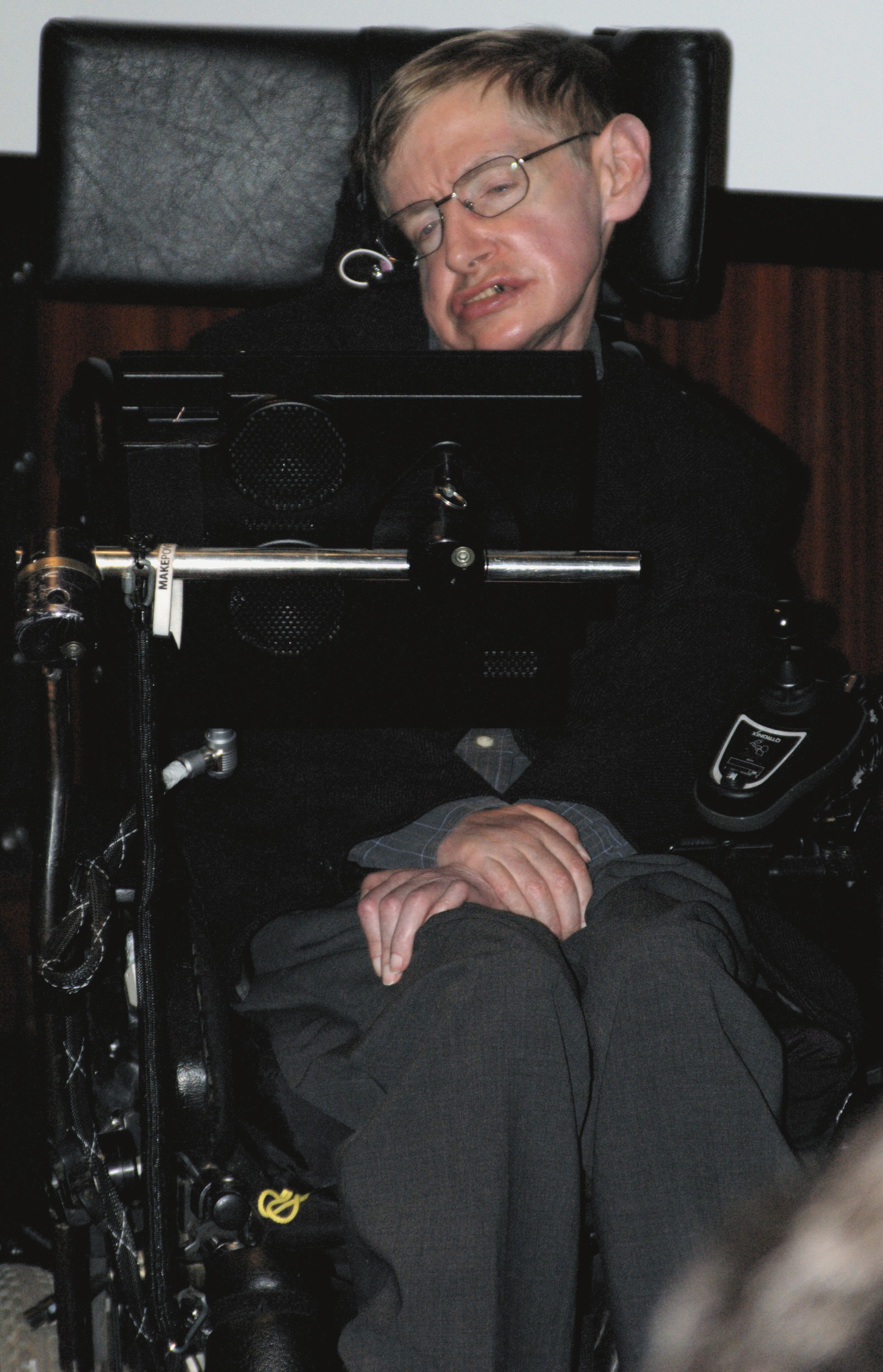
Stephen William Hawking in 2006

In 1962, tijdens zijn laatste dagen in Oxford, merkte Hawking dat hij steeds onhandiger werd, onduidelijker praatte, dat hij zomaar omviel en tegen dingen aanliep. Tijdens de kerst van 1962 merkten ook zijn ouders iets vreemds aan hem. Hawking lag begin 1963 twee weken in het ziekenhuis. De diagnose was amyotrofe laterale sclerose (ALS). Dit is een ongeneeslijke ziekte die de zenuwcellen aantast, totdat het lichaam helemaal is verlamd.
Men dacht dat hij door de ziekte zijn doctoraat niet zou halen, maar tegen alle verwachtingen in promoveerde hij toch. 
In 1970 kon hij nog lopen met een looprek, maar vanaf 1972 zat hij in een rolstoel. In 1975 was zijn spraak dusdanig achteruit gegaan dat er maar een paar mensen waren die hem nog verstonden en voor hem als tolk konden fungeren.:128
Hij en zijn vrouw moesten verhuizen naar een flat, omdat hij met zijn rolstoel geen trappen meer op kon. Tot 1979 kon zijn vrouw Jane hem alleen verzorgen, daarna werd het noodzakelijk een verpleegkundige in te huren.
In de zomer van 1985 liep Hawking tijdens een bezoek aan het CERN in Genève een levensbedreigende longontsteking op. Hij kwam op de intensive care terecht en moest met beademingsmachines in leven worden gehouden. Toen de artsen zijn echtgenote Jane aanraadden het beademingsapparaat uit te schakelen, omdat ze hem geen kans meer op overleven gaven, stelde zij voor een tracheotomie uit te voeren. 
De ingreep redde zijn leven, maar zijn door dysartrie reeds zwaar verzwakte stem ging nu definitief verloren. Voortaan kon Hawking alleen nog communiceren via zijn echtgenote, die de letters aanwees, terwijl Hawking als ze bij de goede letter was zijn wenkbrauwen optrok. Een normaal gesprek voeren of boeken schrijven was er niet meer bij.
Ongeveer een jaar later zag één van zijn begeleiders een documentaire op de BBC over een computerprogramma voor ernstig gehandicapten en zij spoorde de ontwikkelaar op. Hawking kreeg een bril met een sensor, die de beweging van zijn wang opving, zodat hij daarmee de cursor van de computer kon bedienen.:90
Walt Woltosz (de directeur van Words Plus, die hulpmiddelen had ontwikkeld voor zijn schoonmoeder, die ook aan ALS leed) stuurde hem het computerprogramma Equalizer waarmee hij woorden kon selecteren door zijn wang te bewegen. Ook stuurde hij een spraakcomputer waardoor Hawking weer een stem had, zij het een met een Amerikaans accent.  Later werden de computer en het spraaksysteem in zijn rolstoel gebouwd, zodat hij geen laptop meer mee hoefde te dragen. Dit systeem had een aantal voordelen: zo kon hij veel tekst van tevoren maken en later, tijdens een conferentie, laten afspelen of meteen afdrukken.
Vanaf 2004 had Hawking 24 uur per dag verzorging nodig en werd hij professioneel verpleegd. Toch bleef hij nog steeds actief in de natuurkunde. Ultimo 2008 trok hij zich, naar verluidt, definitief uit zijn beroepsactiviteiten terug. In april 2009 werd Hawking opgenomen in het ziekenhuis met een infectie in zijn borststreek.
Hawking dacht dat zijn ziekte mogelijk te wijten was aan het gegeven dat hij voedingsstoffen niet goed opnam. Daarom voegde hij vitaminen- en mineralentabletten, zink, levertraan, foliumzuur, vitamine B, vitamine B12, vitamine C en vitamine E aan zijn dieet toe. Verder vermeed hij gluten, plantaardige olie en kant-en-klaarvoedsel. Bovendien onderging hij passieve fysiotherapie op de borstkas en passieve en actieve fysiotherapie op alle ledematen en spiergroepen.

### Overlijden
Hawkings gezondheid ging verder achteruit en hij zegde eind 2015 publieke optredens af. Hij trad hierna nog slechts sporadisch in de publiciteit, maar had nog wel enkele gastoptredens in de comedyshow The Big Bang Theory.
Stephen Hawking overleed thuis in het bijzijn van zijn familie in de vroege ochtend van 14 maart 2018. De uitvaartplechtigheid was op 31 maart in besloten kring in de Great St Mary's, de universiteitskerk in het centrum van Cambridge. De as van de wetenschapper werd bijgezet in de Westminster Abbey in Londen. Daarmee liggen zijn resten vlak bij die van Isaac Newton en Charles Darwin.

## Werk
Hawking is het bekendst vanwege zijn werk op het gebied van zwarte gaten en singulariteiten in de kosmologie. Een belangrijke ontdekking, gedaan samen met Roger Penrose, was dat een singulariteit op het moment van de oerknal in de algemene relativiteitstheorie onvermijdelijk was. Een tweede belangrijke ontdekking was de hawkingstraling, die wordt uitgezonden door zwarte gaten en deze kan doen "verdampen", een van de dingen die men daadwerkelijk hoopt te bewijzen door middel van de experimenten in de Large Hadron Collider. Ook ontwikkelde Hawking het begrip imaginaire tijd in de kosmologie. Met deze imaginaire tijd hoopte hij singulariteiten zoals bij de oerknal en in zwarte gaten te kunnen oplossen.
Hoewel hij daarvoor al bekend was, kreeg hij algemeen grote bekendheid na de uitgave van zijn boek A Brief History of Time, in het Nederlands Het Heelal. Het werd een bestseller, waarin hij de stand van zaken in de kosmologie beschreef. Het werd geschreven met zijn spraakcomputer.
In 2003 nodigde Hawking Leonard Mlodinow uit om met hem iets te gaan schrijven. Hawking had enige boeken gelezen van Mlodinow, die werkzaam was aan het Caltech. Het eerste boek werd A Briefer History of Time (in het Nederlands verschenen als Een Korte Geschiedenis van de Tijd), verschenen in 2005.
Vanaf augustus 2006 werkte Hawking, samen met zijn dochter Lucy, aan een drietal kinderboeken. Daarin wilde hij "denkbeelden en ideeën over relativiteit en kosmologie in de vorm van verhalen beschrijven". Het eerste boek heeft de titel George's Secret Key to the Universe en verscheen in september 2007 in de Verenigde Staten, Groot-Brittannië, Spanje, Italië en Duitsland. Dit boek is in 2008 in Nederland verschenen onder de titel De geheime sleutel naar het heelal.
Het tweede boek, dat samen met Mlodinow werd geschreven was The Grand Design: New Answers to the Ultimate Questions of Life (in het Nederlands verschenen als Het grote ontwerp); begonnen in 2005, verschenen in 2010. Beide boeken, van de hand van Hawking en Mlodinow gezamenlijk, werden geschreven in afwisselend Cambridge en op het Caltech in Californië en middels communicatie via e-mail.
Postuum verscheen in het Journal of High Energy Physics een artikel dat Hawking schreef met Thomas Hertog: 'A smooth exit from eternal inflation?'.

## Eerbewijzen
Hij werd onderscheiden met een benoeming tot Commandeur in de Orde van het Britse Rijk in 1982 en in 1988 werd hij benoemd tot Lid in de Orde van de Eregezellen. Hij weigerde echter geridderd te worden - dus geen sir Stephen Hawking.
Hawking kreeg ook tientallen buitenlandse onderscheidingen, waaronder het lidmaatschap van de National Academy of Sciences in de Verenigde Staten. 
In 2006 kreeg hij de Copley Medal: de hoogste onderscheiding die de Royal Society of London uitreikt voor buitengewone prestaties op het gebied van wetenschappelijk onderzoek.
In augustus 2009 werd Hawking door de toenmalige president Obama als een van de zeer weinige niet-Amerikanen onderscheiden met de Presidential Medal of Freedom, de hoogste Amerikaanse onderscheiding voor burgers. In 2017 ontving Hawking een eredoctoraat van Imperial College London.

## Persoonlijk
Hawking had twee jongere zussen en een geadopteerde broer. In het gezin van Frank en Isobel werd veel gelezen, zelfs tijdens de maaltijden. 
In 1962, toen Hawking nog maar kort in Cambridge woonde, kwam Robert Donovan wonen in hetzelfde studentenhuis. De kennismaking met deze student in de chemie resulteerde in een levenslange vriendschap.
Hawking was van 1965 tot 1995 getrouwd met Jane Wilde. Ze kregen drie kinderen: Robert (1967), Lucy (1970) en Timothy (1979). Later kreeg hij ook drie kleinkinderen.
Vanaf zijn tracheotomie, in 1985, had Hawking 24 uur per dag en zeven dagen per week verzorging nodig. Hij had vanaf dat moment geen enkel privé-moment meer. 
Hawkings vader overleed in 1986.
Een half jaar na de scheiding van Jane, in 1995, hertrouwde hij met Elaine Mason, zijn verpleegkundige en ex-vrouw van David Mason, die de eerste versie van Hawkings spraakcomputer ontwierp. Eind 2006 scheidde hij na elf jaar huwelijk ook van haar.
Hawkings moeder overleed in 2013.
Enige jaren daarvoor was Diana Finn één van zijn verzorgsters. Hawking en zij deelden de voorkeur voor dezelfde klassieke schrijvers (o.a. Charles Dickens en Lev Tolstoj), en voor dezelfde muziek. Zij las hem urenlang voor en speelde vaak voor hem op de piano, die hij voor haar had aangeschaft.:233
In 2013 vroeg hij haar ten huwelijk, maar zag daar later van af aangezien zijn kinderen haar niet mochten. Diana was niet op de begrafenisplechtigheid van Hawking, aangezien zij niet op de gastenlijst stond. Zij kon hem toch nog de laatste eer bewijzen doordat een vriend van Hawking haar, na de plechtigheid, nog de kerk in wist te loodsen. Ook was zij niet bij de bijzetting van de stoffelijke resten in de Westminster Abbey, omdat zij daar ook niet op de gastenlijst stond.:246-249

## Boeken
- The Grand Design: New Answers to the Ultimate Questions of Life, met Leonard Mlodinow Bantam Press, 2010, ISBN 0553805371
- A Briefer History of Time, met Leonard Mlodinow, Bantam Books, 2005. In het Nederlands verschenen als Een Korte Geschiedenis van de Tijd, uitgeverij Prometheus / Bert Bakker, 2005
- On the Shoulders of Giants, 2002
- The Universe in a Nutshell. In het Nederlands verschenen als Het universum, 2001
- A Brief History of Time. In het Nederlands verschenen als Het heelal, uitgeverij Bert Bakker, 1988
- Stephen Hawking's Universe: The Cosmos Explained
- Black Holes and Baby Universes and Other Essays 1993, Einsteins droom, uitgeverij Ooievaar, 1997
- The Cambridge Lectures: Life Works
- Computer Resources for People With Disabilities
- A Guide to Exploring Today's Assistive Technology
- The Large Scale Structure of Space-Time
- The Nature of Space and Time
- My Brief History, autobiografie
- God Created the Integers. Running press
- Brief answers to the Big Questions, 2018. In het Nederlands verschenen als De antwoorden op de grote vragen, uitgeverij Spectrum, 2018

Isaac Newton Institute Series of Lectures
- Euclidean Quantum Gravity
- The Formation and Evolution of Cosmic Strings
- Hawking on the Big Bang and Black Holes

Advanced Series in Astrophysics and Cosmology, Vol 8
- Historia del tiempo

Kinderboeken
Samen met zijn dochter:
- George's Secret Key to the Universe, De geheime sleutel naar het heelal
- George's Cosmic Treasure Hunt, De schat in het heelal
- George and the big bang on the universe, De knal in het heelal
- George and the unbreakable code, De onbreekbare code

## Trivia
- In zijn boek The Grand Design uit 2010, in interviews met The Daily Telegraph en in de Channel 4-documentaire Genius of Britain stelde hij niet te geloven in een persoonlijke God. Hij schreef: The question is: is the way the universe began chosen by God for reasons we can't understand, or was it determined by a law of science? I believe the second. Hij voegde eraan toe: Because there is a law such as gravity, the Universe can and will create itself from nothing. Hij stelde ook de voorkeur te geven aan wetenschap, gebaseerd op waarneming en rede, boven godsdienst, gebaseerd op dogma en geloof.
- In 2013 sloot hij zich aan bij PACBI, de eerste organisatie van de door Palestijnen opgerichte BDS-beweging, die oproept Israëlische culturele instellingen te boycotten. Hawking besloot af te zien van deelname aan de prestigieuze "The Israeli President's Conference" (in het leven geroepen door president Simon Peres). Het was niet vanwege gezondheidsproblemen, zo liet hij weten. Als hij gegaan was dan zou hij de Israëlische politiek met betrekking tot de Palestijnen hebben moeten bekritiseren,[12][13] Hij had Israël al eerder bekritiseerd, naar aanleiding van zijn aandeel in het conflict in de Gazastrook 2014.
- De film The Theory of Everything is gebaseerd op de memoires Travelling to Infinity: My life with Stephen dat geschreven is door zijn ex-vrouw Jane.
- Hawking verleende zijn medewerking aan diverse televisieseries. Hij was te zien in de serie Into the Universe with Stephen Hawking. Verder speelde hij in Star Trek: The Next Generation een korte rol als hologram van zichzelf. In diverse afleveringen van The Big Bang Theory is hij als zichzelf te zien. In The Simpsons, Family Guy, Futurama, Dexter's Lab en The Fairly OddParents verschijnt hij als tekenfilmfiguur.
- In 2014 was hij samen met collega Brian Cox te zien in een van tevoren opgenomen sketch in de Monty Python Liveshow Live (mostly) in Londen. Hij zong hierin The Galaxy Song van Eric Idle.
- In de nummers Keep Talking en Talkin' Hawkin' van Pink Floyd en in het intronummer van het album Party Animals van Turbonegro is zijn 'stem' te horen.
- Er is een Hawking-imitatie  in de digitale animatiefilm Sausage Party (2016). Een stukje kauwgom in een rolstoel stelt zich meerdere malen voor door op te noemen uit welke ingrediënten hij bestaat ('Wie ben jij?' 'Sorbitol, malitol, xylitol. Oftewel kauwgom.')
- Hawking inspireerde de Franse singer-songwriter Nolwenn Leroy voor haar nummer Stephen, uitgebracht op haar album Gemme in 2017.[14]